# Les Cygnes sauvages (Andersen)
Pour les articles homonymes, voir Les Cygnes sauvages (homonymie).
Les Cygnes sauvages (en danois : De vilde svaner) est un conte de Hans Christian Andersen, paru en 1838 dans la deuxième livraison de ses contes de fées, traduit de l'allemand, sous le titre danois Eventyr fortalte for børn. Il est issu d'un conte traditionnel danois publié en 1823 par Matthias Winther.
Parmi les autres récits de ce type, citons Les Six Cygnes, Les Oies sauvages, Les Sept Corbeaux et Les Douze Frères.

## Le récit

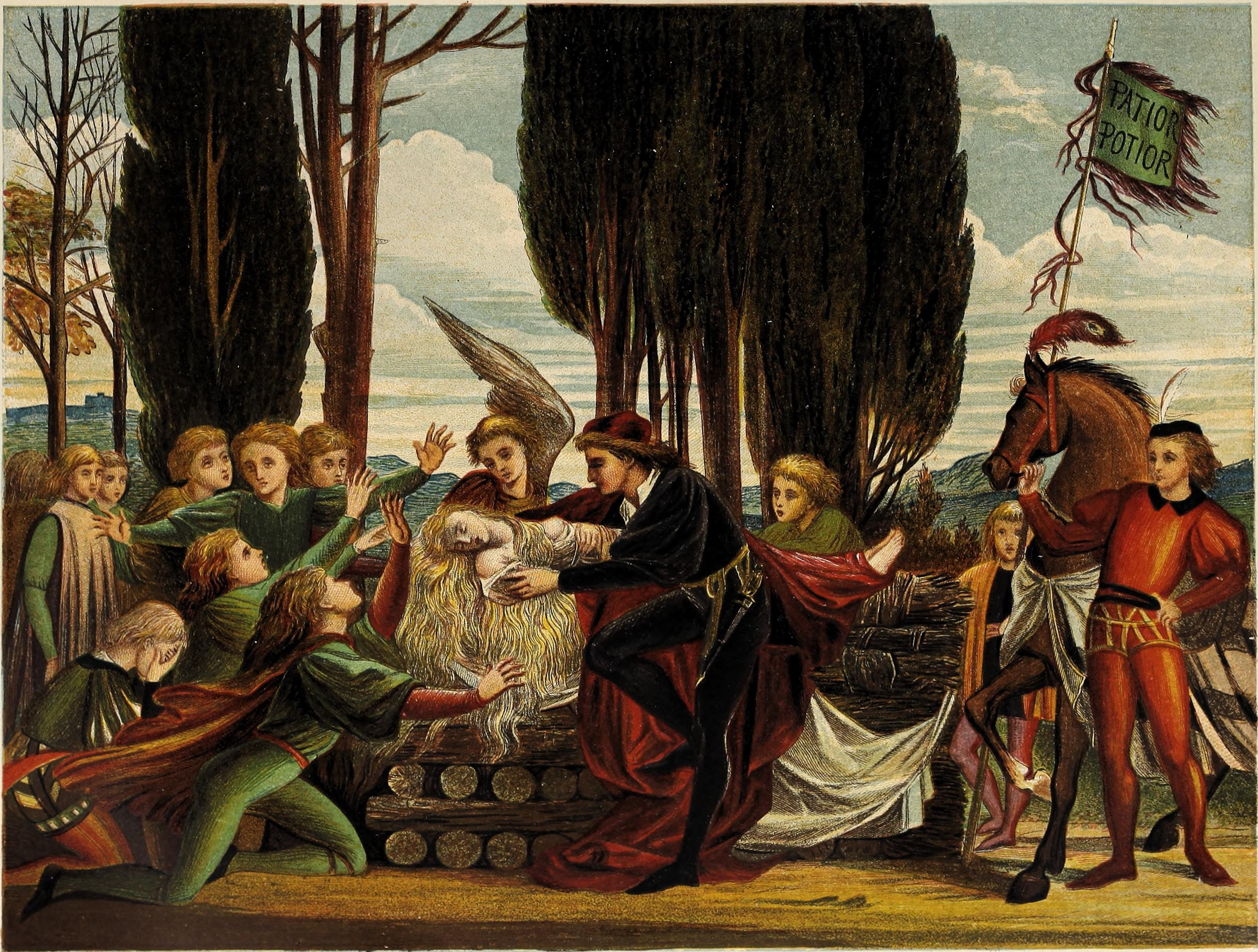
Illustration du conte de fées "Les cygnes sauvages"

Un roi avait onze fils et une seule fille : Élisa. Les enfants étaient heureux, jusqu'au jour où le père se remaria avec une méchante reine qui se débarrassa de la petite Élisa en la plaçant chez des paysans, et qui transforma les fils en cygnes sauvages.
La méchante reine tenta ensuite d'empoisonner la petite fille en lui plaçant trois crapauds sur le corps, mais ceux-ci furent transformés en fleurs. Il apparut que la magie de la méchante reine n'avait aucun effet sur l'enfant.
Folle de rage, la reine la transforma en souillon, si bien que son père ne la reconnut pas, aussi la chassa-t-il du château. La fillette se réfugia dans la forêt, dans une cabane où elle rêvait de ses frères. À son réveil, elle rencontra dans la forêt une vieille femme qui lui offrit des baies. Élisa lui demanda si elle avait vu ses frères, et la vieille répondit qu'elle avait seulement vu des cygnes nager avec une couronne d'or sur la tête.
Élisa se précipita à l'endroit indiqué par la vieille et ne trouva que neuf plumes. Elle attendit le coucher du soleil et les onze cygnes, qui retrouvèrent leur aspect de princes dès que la nuit fut tombée. Ils racontèrent qu'ils vivaient très loin, sur un rocher au milieu de la mer et qu'ils ne pourraient pas revenir avant un an. Pour emmener leur sœur, ils tissèrent un filet et s'envolèrent avec elle.
Ils survolèrent le pays de la fée Morgane et son château. Puis ils atteignirent leur rocher et prièrent leur sœur de dormir et de faire un rêve. Élisa se mit à prier en dormant. Alors la vieille femme de la forêt (qui est la fée Morgane), lui apparut. Elle dit que les frères d'Élisa peuvent être sauvés si la jeune fille tressait à chacun d'eux un manteau d'ortie, si elle gardait le silence pendant tout ce temps.
Élisa alla cueillir les orties, se brûla les doigts, travailla à fabriquer les manteaux et souffrit en silence. En silence même lorsque le roi du pays, qui vint chasser dans les parages, lui adressa la parole. Devant sa beauté et malgré son silence, il l'enleva pour en faire sa femme. L'archevêque murmurait que cette fille des bois était une sorcière, mais le roi ne l'écouta pas. Il eut même la délicatesse de lui installer une pièce toute semblable à la grotte, dans laquelle il fit transporter son ballot d'orties et de manteaux tissés.
Cependant, un jour qu'elle allait renouveler sa provision d'orties au cimetière, un courtisan la vit et rapporta au roi que c'était véritablement une sorcière. Le roi, attristé, continuait d'aimer sa femme, mais un soir, il la surveilla et la suivit jusqu'au cimetière. Là-bas, le roi aperçut un groupe de sorcières et crut qu'Élisa les rejoignait tous les soirs. Le châtiment choisi par le peuple fut de la livrer aux flammes. Dans son cachot, de petites souris lui apportèrent ce qu'il lui fallait pour continuer à tisser les onze manteaux pour ses frères. Élisa n'avait toujours pas prononcé un mot. Alors qu'on la menait en charrette à travers la ville pour la brûler, onze cygnes s'abattirent sur la charrette et firent fuir la foule qui vit là un signe du ciel. On pensa qu'elle était innocente. Alors, Élisa qui n'avait pas cessé de garder sur elle les onze manteaux d'ortie, les jeta sur ses frères qui aussitôt se transformèrent en princes.
Dès lors Élisa put parler, et elle expliqua tout au roi. Le retour au château fut triomphal.

## Adaptations
- Les Cygnes sauvages, film d'animation produit par Toei Animation
- Les Cygnes sauvages, film d'animation russe de M. et V. Tsekhanovski (1962)
- Pegg Kerr a utilisé le même titre pour son roman The Wild Swans, qui transpose le conte d'Andersen chez les colons d'Amérique et dans la période pré-moderne.